# العلاقات البريطانية البالاوية
العلاقات البريطانية البالاوية هي العلاقات الثنائية التي تجمع بين المملكة المتحدة وبالاو.

## مقارنة بين البلدين
هذه مقارنة عامة ومرجعية للدولتين:
| وجه المقارنة                                              | المملكة المتحدة                 | بالاو                         |
| --------------------------------------------------------- | ------------------------------- | ----------------------------- |
| المساحة (كم2)                                             | 242.50 ألف                      | 465                           |
| عدد السكان (نسمة)                                         | 66.02 مليون                     | 21.73 ألف                     |
| الكثافة السكانية (ن./كم²)                                 | 272.25                          | 4.67 ألف                      |
| العاصمة                                                   | لندن                            | نغيرولمود، كورور              |
| اللغة الرسمية                                             | لغة إنجليزية، اللغة الويلزية    | لغة إنجليزية، اللغة البالاوية |
| العملة                                                    | جنيه إسترليني                   | دولار أمريكي                  |
| الناتج المحلي الإجمالي (بليون دولار)                      | 2.62 تريليون                    | 291.54 مليون                  |
| الناتج المحلي الإجمالي (تعادل القوة الشرائية) بليون دولار | 2.72 تريليون                    | 326.12 مليون                  |
| الناتج المحلي الإجمالي الاسمي للفرد دولار أمريكي          | 43.88 ألف                       | 13.50 ألف                     |
| الناتج المحلي الإجمالي للفرد دولار أمريكي                 | 40.23 ألف                       | 14.76 ألف                     |
| مؤشر التنمية البشرية                                      | 0.907                           | 0.780                         |
| رمز المكالمات الدولي                                      | +44                             | +680                          |
| رمز الإنترنت                                              | .uk، .gb                        | .pw                           |
| المنطقة الزمنية                                           | توقيت غرينيتش، توقيت غرب أوروبا | ت ع م+09:00                   |

## منظمات دولية مشتركة
يشترك البلدان في عضوية مجموعة من المنظمات الدولية، منها:
| علم المنظمة | اسم المنظمة                        | تاريخ انضمام المملكة المتحدة | تاريخ انضمام بالاو |
| ----------- | ---------------------------------- | ---------------------------- | ------------------ |
|             | مؤسسة التنمية الدولية              | 24 سبتمبر 1960               | 16 ديسمبر 1997     |
|             | الأمم المتحدة                      | 24 أكتوبر 1945               | 15 ديسمبر 1994     |
|             | البنك الدولي للإنشاء والتعمير      | 27 ديسمبر 1945               | 16 ديسمبر 1997     |
|             | بنك التنمية الآسيوي                | 1966                         | 2003               |
|             | منظمة حظر الأسلحة الكيميائية       | ?                            | ?                  |
|             | مؤسسة التمويل الدولية              | 20 يوليو 1956                | 16 ديسمبر 1997     |
|             | وكالة ضمان الاستثمار متعدد الأطراف | 12 أبريل 1988                | 16 ديسمبر 1997     |
|             | يونسكو                             | 4 نوفمبر 1946                | 20 سبتمبر 1999     |

## وصلات خارجية
- موقع وزارة الخارجية البريطانية